# Opmeer
Opmeer (anhörenⓘ) (westfriesisch Opmar oder Obmar) ist eine Gemeinde in der niederländischen Provinz Nordholland (niederländisch Noord-Holland).
Die Gemeinde hat 12.468 Einwohner (Stand 1. Januar 2025) auf einer Fläche von 41,94 km² (davon etwa 0,46 km² Binnenwasser). Sie liegt praktisch auf einer Höhe von 0 Metern über NN.

## Orte
Opmeer besteht aus den Ortschaften Hoogwoud, Spanbroek und Opmeer (wo das Rathaus steht); diese drei Dörfer sind nahezu zu einem Ort zusammengewachsen.

Weiter gehören noch die kleinen, aus einer langen Reihe Bauernhöfe und Häuser bestehenden Orte Aartswoud und De Weere zur Gemeinde Opmeer.

## Geschichte
Im Mittelalter war das Gebiet lange zwischen den Westfriesen und dem Grafen von Holland umstritten.
Am 28. Januar 1256 war der deutsche König und Graf von Holland Wilhelm von Holland auf einem Feldzug gegen die Westfriesen, die im Norden der gegenwärtigen Provinz Nordholland leben. Er brach dabei mit seinem Pferd bei Hoogwoud durch das Eis. Die Westfriesen fanden ihn, erkannten den König nicht und erschlugen ihn.
Im 17. Jahrhundert war das winzige Aartswoud einige Zeit ein wichtiger Hafen, sogar für Seeschiffe.

## Lage und Wirtschaft
Der größte Teil der Gemeindefläche wird noch heute landwirtschaftlich genutzt, hauptsächlich als Weidefläche für Kühe.

Die meisten Einwohner arbeiten in der Industrie und dem Dienstleistungssektor in den Nachbarstädten sowie im ca. 35 km  entfernten Amsterdam.
Die Gemeinde liegt an der Nationalstraße N 241, gut 10 km nordwestlich der Stadt Hoorn, nahe der Autobahnabfahrt Wognum an der A 7 bzw. E 22, und 14 km nordwestlich der Stadt Alkmaar.
Der nächste Bahnhof befindet sich im nur wenige Kilometer südlich liegenden Ort Obdam; auch gibt es eine gute Busverbindung zur Stadt Hoorn. Gut 40 Kilometer südlich befindet sich der internationale Flughafen Schiphol.

## Touristik und Kultur
Obwohl Opmeer (das zwei Windmühlen aus den Jahren 1645 und 1650 und  eine schöne Dorfkirche besitzt) jeweils nur wenige Kilometer sowohl von der Nordseeküste mit den bekannten Badeorten Bergen und Egmond sowie vom IJsselmeer im Osten entfernt liegt, ist die Gemeinde touristisch noch nicht überlaufen und gilt daher als „Geheimtipp“ für geruhsame Ferien in Küstennähe.
Außerdem besaß Opmeer das bedeutende Scheringa Museum voor Realisme. Dieses Museum entstand aus der Privatsammlung des Geschäftsmannes Dirk Scheringa (bekannt als Geldgeber des Fußballklubs AZ Alkmaar und Sponsor des Eisschnelllaufsports). Es zeigt Gemälde aus der Epoche zwischen etwa 1918 und 1960, aber auch realistisch geprägte Werke modernerer Meister. Vor allem Carel Willink und andere niederländische Künstler des Magischen Realismus und der Neuen Sachlichkeit sind vertreten. Aber auch Werke von Gustave Van de Woestyne  und René Magritte aus Belgien, Giorgio de Chirico (Italien) so wie von Anton Räderscheidt und Georg Schrimpf gehörten zur Kollektion.

## Politik

### Sitzverteilung im Gemeinderat
Seit 1982 setzt sich der Gemeinderat von Opmeer wie folgt zusammen:
| Partei                       | Sitze | Sitze | Sitze | Sitze | Sitze | Sitze | Sitze | Sitze | Sitze | Sitze | Sitze |
| Partei                       | 1982  | 1986  | 1990  | 1994  | 1998  | 2002  | 2006  | 2010  | 2014  | 2018  | 2022  |
| ---------------------------- | ----- | ----- | ----- | ----- | ----- | ----- | ----- | ----- | ----- | ----- | ----- |
| CDA                          | 7     | 7     | 7     | 5     | 5     | 3     | 5     | 4     | 3     | 5     | 4     |
| Gemeentebelangen Opmeer      | 2     | 2     | 3     | 3     | 3     | 2     | 4     | 4     | 5     | 4     | 3     |
| VVD                          | 3     | 3     | 2     | 3     | 3     | 6     | 1     | 3     | 3     | 2     | 2     |
| PvdA                         | 2     | 3     | 3     | 4     | 3     | 1     | 3     | 2     | 2     | 1     | 2     |
| GroenLinks                   | –     | –     | –     | –     | –     | –     | –     | –     | –     | –     | 2     |
| Door Samenwerking Vooruit    | –     | –     | –     | –     | –     | –     | 2     | 2     | 2     | 3     | 2     |
| D66                          | 1     | –     | –     | –     | 1     | 2     | –     | 2     | –     | –     | –     |
| Vereniging Politiek Platform | –     | –     | –     | –     | 1     | –     | –     | –     | –     | –     | –     |
| Lokale Partij Opmeer         | –     | –     | –     | –     | –     | –     | –     | –     | –     | –     | 2     |
| Liberale Partij Opmeer       | –     | –     | –     | –     | –     | 1     | –     | –     | –     | –     | –     |
| PSP                          | 0     | –     | –     | –     | –     | –     | –     | –     | –     | –     | –     |
| CPN                          | 0     | –     | –     | –     | –     | –     | –     | –     | –     | –     | –     |
| Gesamt                       | 15    | 15    | 15    | 15    | 15    | 15    | 15    | 15    | 15    | 15    | 15    |

### Bürgermeister
Seit dem 27. Mai 2025 ist Herman Wiersema (PvdA) kommissarischer Bürgermeister der Gemeinde. Das College van B en W besteht aus den Beigeordneten Robert Tesselaar (CDA), Alex Kalthoff (Door Samenwerking Vooruit), Bram Beemster (CDA) sowie dem Gemeindesekretär Marc Winder.

## Persönlichkeiten
- Fredrik Pijper (1859–1926 in Rotterdam), reformierter Theologe und Kirchenhistoriker